# HMS B4
HMS B4 – brytyjski okręt podwodny typu B. Zbudowany w latach 1904–1905 w Vickers, Barrow-in-Furness, gdzie okręt został wodowany 14 listopada 1905 roku. Rozpoczął służbę w Royal Navy 28 stycznia 1906 roku.
W 1914 roku B4 stacjonował w Devonport przydzielony do Dziesiątej Flotylli Okrętów Podwodnych (10th Submarine Flotilla) pod dowództwem Lt. Henry'ego P. Hughesa.
Razem z HMS B1 i HMS B3 służył do celów treningowych. 
W 1916 roku był w składzie 7 Flotylli Okrętów Podwodnych stacjonującej w Ardrossan, pod dowództwem Lt. Henry'ego Carlyon-Brittona.
1 kwietnia 1919 roku okręt został sprzedany firmie Ardrossan Dry Dock Co.